# Dolní Čermná
Dolní Čermná (niem. Nieder Böhmisch Rothwasser) – miasteczko i gmina w Czechach, w powiecie Uście nad Orlicą, w kraju pardubickim. Według danych z dnia 1 stycznia 2013 liczyła 1 302 mieszkańców.